# Erich Meyer (Pfarrer)
Erich Karl Julius Meyer (* 9. Dezember 1884 in Osnabrück; † 5. April 1955 in Frankfurt am Main) war ein deutscher evangelischer Pfarrer und Mitglied des Provinziallandtages der Provinz Hessen-Nassau.

## Leben
Erich Meyer wurde als Sohn des Seminardirektors Johannes Friedrich Meyer (1854–1939) und dessen Ehefrau Magdalene Hermine Prinzhorn (1857–1942) geboren. Nach dem Abitur am Gymnasium Krefeld studierte er Theologie in Marburg, Königsberg, Halle an der Saale und Berlin und machte nach einem Vikariat in Mülheim an der Ruhr sein zweites theologisches Staatsexamen. Nach einer Tätigkeit als Hilfsprediger in Aachen und Leiter am Pädagogium in Wyk auf Föhr  wurde er 1910 an die Eglise Allemande-Francaise Protestante in Alexandria berufen, wo er 1911 zum Prediger ernannt wurde. Mit Beginn des Ersten Weltkrieges wurde er durch die britischen Militärbehörden aus Ägypten gewiesen. Nach Deutschland zurückgekehrt, übernahm er zunächst vertretungsweise die Betreuung einer Pfarrei in Köln-Lindenthal. Er wechselte in die deutsch-reformierte Gemeinde in Frankfurt am Main, wo er im Juni 1915 zum Pfarrer gewählt wurde und dort 40 Jahre vom 1. Oktober 1915 bis zu seinem Tode wirkte. Während des Ersten Weltkrieges war Meyer als Lazarettpfarrer in Frankreich eingesetzt. Nach dem Krieg wurde er Mitglied der Landeskirchenversammlung, betätigte sich politisch und gehörte zu den Mitbegründern der Deutschen Volkspartei in Frankfurt.
In den Jahren von 1921 bis 1932 hatte er ein Mandat für den Nassauischen Kommunallandtag des preußischen Regierungsbezirks Wiesbaden bzw. für den Provinziallandtag der Provinz Hessen-Nassau. Als Mitglied des sozialpolitischen Ausschusses zeigte er sein soziales Engagement und setzte sich für den „verarmenden Mittelstand“, für die Errichtung von Fürsorgeeinrichtungen in freier Trägerschaft und für Arbeitsbeschaffungsmaßnahmen im Regierungsbezirk Wiesbaden ein. Mit der Machtübernahme durch die Nationalsozialisten zog er sich aus dem öffentlichen politischen Leben zurück und wurde Mitglied des Pfarrernotbundes.
1948 gründete er gemeinsam mit Walter Bülck den „Bund  für freies Christentum“ und gehörte in der Nachkriegszeit zu den Begründern der FDP Hessen, die sich bei ihrer Gründung im Dezember 1945 noch als Liberaldemokratische Partei bezeichnet hatte.

## Öffentliche Ämter
- 1920–1938 Vorsitzender der Frankfurter Ortsgruppe des Vereins für das Deutschtum im Ausland
- 1922–1926 stellvertretendes Mitglied des Provinzialausschusses
- 1930–1932 stellvertretendes Mitglied des Landesausschusses
- Ab 1945 Mitglied der Kirchensynode der Evangelischen Kirche in Hessen-Nassau

## Werke/Schriften
- 1915 Deutschland und Ägypten
- 1916 Deutsche Arbeit und deutsche Kriegserlebnisse in Ägypten
- 1916 Deutsch-Evangelisch im Orient
- 1917 Die Mission und der Weltkrieg
- 1931 Deutsche Volkstumsarbeit im 19. Jahrhundert in ihrer besonderen Beziehung zu Frankfurt am Main
- 1935/1940 Frohe Botschaft. Predigten und Ansprachen aus bewegter Zeit, 2 Bände
- 1952 Ende des Protestantismus?